# سيسنا دي سي-6
طائرة سيسنا طراز دي سي-6  هي طائرة سياحية أمريكية تتميز بأجنحتها الكبيرة ومقاعدها الأربعة، بُنيت عام 1920 بواسطة شركة سيسنا للطائرات، واستخدمتها القوات الجوية الأمريكية تحت رقم يو سي-77/يو سي-77 ايه. 

## التصميم و التطوير
كان طراز الدي سي-6 ذو الأربع مقاعد، نسخة مصغرة لطراز سي دبليو-6 ذو الستة مقاعد.
أُنتجت الطائرة في عام 1929 بطرازين، دي سي-6 ايه ودي سي-6 بي. حصل كلا الطرازين على شهادة الأنواع في عام 1929.

انخفض الطلب على هذه الطائرات بسبب الكساد وبسبب حادثة وول ستريت، وأصبح ينتج ما يزيد عن 20 طائرة بقليل من كل طراز.
أُخذت بعض الطائرات على مسئولية القوات الجوية الأمريكية في عام 1942.

## التاريخ التشغيلي
بالإضافة إلى الاستخدام كطائرة سياحية خاصة، استحدمت دي سي-6 ايه اس ودي سي-6 بي اس كطائرات توصيل للجرائد الصحفية ونالت اعجاب القوات الجوية الأمريكية.

## أنواع متغيرة

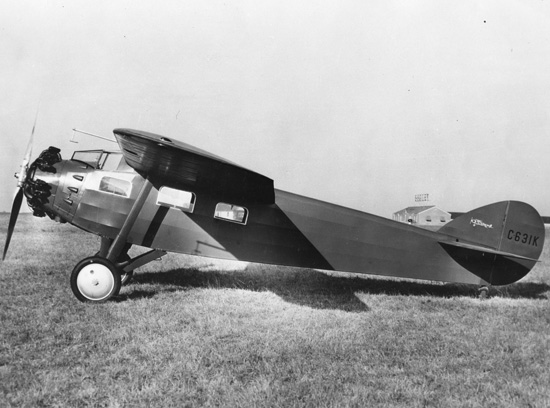
سيسنا دي سي-6بي

- دي سي-6: تعتبر دي سي- 6 النموذج الأصلي لهذه الفئة. عملت بمحرك كورتيس تشالنجر قدرته 170 حصان (130 كيلو واط)، وطُورت الطائرة كنسخة مصغرة من الطائرة سيسنا سي دبليو-6.
- طراز دي سي-6 ايه شيف: زُودت بمحرك رايت ار-975، 300 (جي-6-9) حصان (220 كيلو واط).
- طراز دي سي-6 بي سكوت: زُودت بمحرك رايت جي-6-7 (أر-760) بلغت قدرته 225 حصان.
- يو سي-77: تصميم عسكري لطائرة دي سي-6 ايه أس المذهلة ذات الأربع مقاعد، واستُخدمت بواسطة القوات الجوية الأمريكية.
- يو سي-77 ايه: تصميم عسكري لطائرة دي سي-6 بي أس المذهلة ذات الأربع مقاعد، واستُخدمت بواسطة القوات الجوية الأمريكية.

لم تكن تصميمات يو سي-77 بي، يو سي-77 سي، يو سي-77 دي تصميمات الدي سي-6 اس، ولكنها كانت تُستخدم لطرازات أخرى من السيسنا.

## مستخدمي الطائرة
- الولايات المتحدة
- القوات الجوية الأمريكية

## مواصفات (دي سي-6 ايه شيف)

### مواصفات عامة
- عدد أفراد الطاقم: 1-2
- سعة الطائرة: 4 إلى 5 ركاب، 6 مقاعد كلية
- الطول: 28 قدم و 2 بوصة (8.59 متر)
- مدى الجناح: 48 قدم (14.63 متر)
- الارتفاع: 7 إلى 8 قدم (2.34 متر)
- مساحة الجناح: 268 قدم مربع (24.9 متر مربع)
- المحرك: محرك شعاعي طراز رايت جي-6-9، ذو 9 إسطوانات، تبريد بالهواء، تبلغ قدرته 300 حصان (220 كيلو واط)[1]

### الأداء
- السرعة القصوى: 155 ميل في الساعة (249 كم/ساعة، 135 عقدة)
- سرعة الطيران: 130 ميل في الساعة (209 كم/ساعة، 113 عقدة)
- سرعة التوقف: 45 ميل في الساعة (87 كم/ساعة، 47 عقدة)
- مدى الطيران: 966 كم